# أنتونيلو ريفا
أنتونيلو ريفا (بالإيطالية: Antonello Riva)‏ مواليد 28 فبراير 1962 في مقاطعة ليكو، إيطاليا، هو لاعب كرة سلة إيطالي سابق بدأ مسيرته الاحترافية في سنة 1977. يبلغ طوله 6 قدم 5 بوصة (2.0 م). مثّل منتخب بلاده. شارك في مسابقة كرة السلة في الألعاب الأولمبية الصيفية. اعتزل اللعب في 2005, 2014.

## فرق لعب لها
- بالاكانسترو كانتو
- أولمبيا ميلانو
- فيكتوريا يبرتاس بيزارو

## الميداليات
| الميدالية | المسابقة                         |
| --------- | -------------------------------- |
| ذهبية     | بطولة أمم أوروبا لكرة السلة 1983 |
| فضية      | بطولة أمم أوروبا لكرة السلة 1991 |

## روابط خارجية
- أنتونيلو ريفا على موقع الاتحاد الدولي لكرة السلة (الإنجليزية)
- أنتونيلو ريفا على موقع كرة السلة الأوروبية.كوم (الإنجليزية)
- أنتونيلو ريفا على موقع ريلجم (الإنجليزية)
- أنتونيلو ريفا على موقع بروبوليرز (الإنجليزية)
- أنتونيلو ريفا على موقع سبورتس رفرنس (الإنجليزية)
- أنتونيلو ريفا على موقع اللجنة الأولمبية الدولية (الإنجليزية)
- أنتونيلو ريفا على موقع أوليمبيديا (الإنجليزية)